# Učitel' tancev
Učitel' tancev (Учитель танцев) è un film del 1952 diretto da Tat'jana Nikolaevna Lukaševič.